# Sasa albosericea
Sasa albosericea är en gräsart som beskrevs av Wan Tao Lin och J.Y.Lin. Sasa albosericea ingår i släktet sasabambu, och familjen gräs. Inga underarter finns listade i Catalogue of Life.